# Грб општине Србобран
Овај грб, усвојен је око 2007. године, заменивши бивши решењем које је ближе стандардима нове српске хералдике. Штит је подељен на три поља хоризонтално, од којих је доње плаве боје са три вијугаве сребрне линије. Средње је зелене боје са представом моста у сребрној боји. Горње поље је плаве боје, на којем се налазе црква са два торња, грађевина и још један торањ, све бело. Изнад грађевина је златно сунце са 14 зракова. Штит је оивичен танком белом бордуром. У челенци се налазе три диска састављена од концентричних кругова, од средине ка ивицама: плавог, зеленог и белог. Венац око штита састављен је од златног класа пшенице, са десне стране, и класа златне боје (нејасно која је биљка у питању). Чувари грба су два бела пропета грифонолика бића. Стегови Србије, са десно и вероватни општински стег са леве стране. Пропорције стегова, за разлику од стандардих, су 2:3. Постамент је неправилни облик смеђе боје.

## Стари грб
Бивши амблем, који се помиње као званични последњи пут око 2002. године је типичан представник псеудохералдичких амблема социјалистичког периода. Садржи идеолошке мотиве, стилизоване људске ликове, који представљају народе који живе у овој општини, а смеђа боја би требало да симболизује плодну земљу, златна вероватно житна поља.